# Martin Poglajen
Martin Poglajen (ur. 28 września 1942 w Essen) – holenderski judoka. Olimpijczyk z Monachium 1972, gdzie zajął trzynaste miejsce w wadze średniej.
Wicemistrz świata w 1967 i trzeci w 1969; uczestnik zawodów w 1971. Zdobył dziewięć medali na mistrzostwach Europy w latach 1964 − 1971.

## Letnie Igrzyska Olimpijskie 1972
| Konkurencja | Rundy eliminacyjne                    | Rundy eliminacyjne      | Klas. końcowa |
| Konkurencja | Przeciwnik I                          | Przeciwnik II           | Miejsce       |
| ----------- | ------------------------------------- | ----------------------- | ------------- |
| 80 kg       | Jean de Dieu Razafimahatratra (MAD) Z | Guram Gogolauri (URS) P | 13.           |